# Wieland Ziller
Pour les articles homonymes, voir Ziller (homonymie).
Wieland Ziller, né le 12 décembre 1952, est un ancien arbitre de football est-allemand et allemand. Il était affilié à Königsbrück.

## Biographie
Wieland Ziller officia comme arbitre dès 1974, en deuxième division est-allemande, jusqu’en 1980. De 1980 à 1990, il officia en première division est-allemande, soit cent matchs environ et avec la réunification, il arbitra en Bundesliga de 1990 à 1994 une quarantaine de matchs. Il fut l’arbitre de la finale de la coupe d’Allemagne de l’Est 1988-1989. Il fut un arbitre FIFA de 1986 à 1994. Il a arbitré un match des éliminatoires de la coupe du monde 1990 (Pologne-Suède 0-2 le 25/10/1989) et un match des éliminatoires de l’Euro 1996 (Liechtenstein-Autriche 0-4 le 07/09/1994).
Après sa carrière, il s’occupa de superviser les arbitres de la région de Dresde, mais il est impliqué dans un scandale footballistique en 2005, sur les paris sportifs truqués en Allemagne. Wieland Ziller reconnaît avoir reçu 25 000 euros. Il explique avoir été soudoyé par Ante Sapina, l’instigateur du réseau de paris clandestins mis au jour en avril dernier, pour influencer Jürgen Jansen, l’arbitre de la rencontre entre Kaiserslautern et Fribourg du 27 novembre 2004. La Fédération allemande de football a requis la suspension à vie de Jansen et Ziller .

## Carrière
Il a officié dans des compétitions différentes :
- Coupe d'Allemagne de l'Est de football 1988-1989 (finale)
- Coupe du monde de football des moins de 16 ans 1989 (3 matchs)